# Independence II-cultuur
De Independence II cultuur was een Paleo-Eskimocultuur, die bestond in het noorden en noordoosten van Groenland in de 8ste eeuw voor Christus tot de 1ste eeuw voor Christus, ten noorden en ten zuiden van het Independencefjord. De Independence II-cultuur ontstond in dezelfde regio als de Independence I-cultuur, die zes eeuwen eerder uitgestorven was. De cultuur leefde naast de Dorsetcultuur in het zuiden van Groenland. De belangrijkste archeologische vondsten van beide Independenceculturen zijn gedaan door de Deense ontdekkingsreiziger Eigil Knuth.

## Sociale organisatie
De sociale organisatie van de Independence II-cultuur lijkt sterk op die van de Independence I-cultuur. De woningen die bij opgravingen gevonden zijn, zijn nagenoeg hetzelfde. De aantal families waar een groep uit bestaat is wel groter, rond de 20 tot 40 mensen. 